# Ersfeld
Ersfeld – miejscowość i gmina w Niemczech, w kraju związkowym Nadrenia-Palatynat, w powiecie Altenkirchen, wchodzi w skład gminy związkowej Altenkirchen-Flammersfeld. Do 31 grudnia 2019 wchodziła w skład gminy związkowej Altenkirchen (Westerwald).